# Gene Allen
Gene Allen, geboren als Eugene Sufana (Chicago, 5 december 1928 - 14 februari 2008) was een Amerikaanse jazzmuzikant (klarinet, saxofoon en meerdere houtblazer-instrumenten).

## Biografie
Allen begon op 12-jarige leeftijd professioneel op te treden, toen hij in de band van zijn broer George speelde in de regio Gary. Op 15-jarige leeftijd behoorde hij tot het orkest van Louis Prima, waarmee hij op tournee ging en de eerste opnamen ontstonden. Na de oorlog werkte hij bij Claude Thornhill, Tex Beneke, in het Sauter-Finegan Orchestra en met Jimmy en Tommy Dorsey, later bij Benny Goodman, Nat Pierce, Woody Herman en Gerry Mulligan, bij wiens tentet en Gerry Mulligan Concert Jazz Band hij behoorde. Hij werkte bovendien met Thelonious Monk, Chet Baker, Bob Brookmeyer, Phil Sunkel, Tony Fruscella, Billy VerPlanck, Dick Meldonian, Sabu Martinez en George Russell (New York, N.Y.; 1959). Hij begeleidde ook de vocalisten Sarah Vaughan, Ella Fitzgerald, Joe Mooney, Teri Thornton, Lee Wiley en Maxine Sullivan. Na 25 jaar op tournee vestigde Allen zich in New York, waar hij nog werkte met Hal Grant en regelmatig optrad in de club Copacabana. Hij studeerde aan de Juilliard School bij Hall Overton en Manny Albam. Op het gebied van de jazz was hij tussen 1944 en 1971 betrokken bij 149 opnamesessies.
- Bibliothèque nationale de France: cb13925274v (data)
- Gemeinsame Normdatei: 1298994128
- International Standard Name Identifier: 0000 0003 7477 5370
- Library of Congress Control Number: no2009011364
- MusicBrainz: 04460253-6128-46fc-bc4c-11b28fa61ba4
- Virtual International Authority File: 222453064
- WorldCat: E39PBJvmMmX8QFjhFtXHfPgtKd